# Charles Chapman (Politiker, 1799)

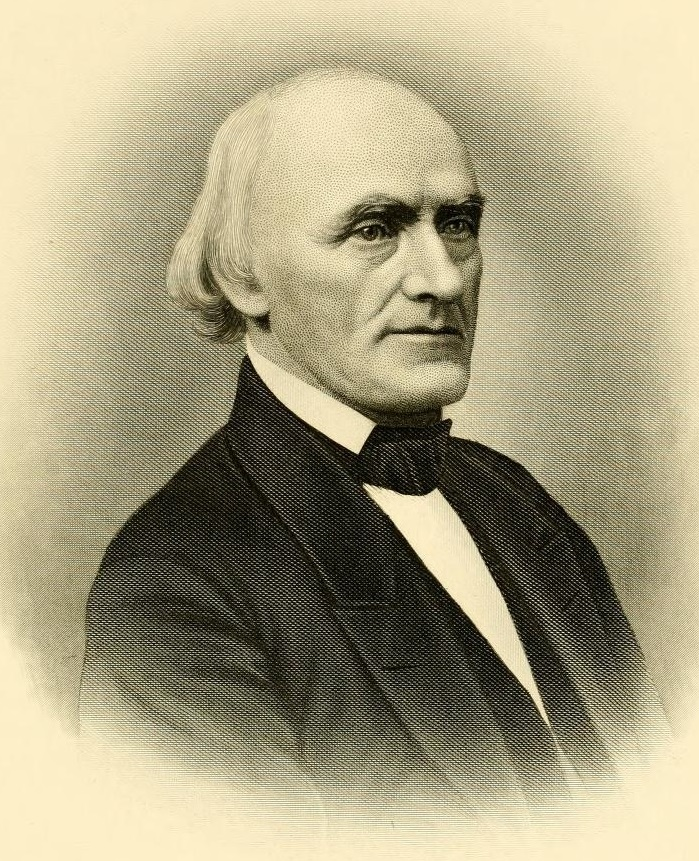
Charles Chapman

Charles Chapman (* 21. Juni 1799 in Newtown, Connecticut; † 7. August 1869 in Hartford, Connecticut) war ein US-amerikanischer Jurist und Politiker. Zwischen 1851 und 1853 vertrat er den ersten Wahlbezirk des Bundesstaates Connecticut im US-Repräsentantenhaus.

## Werdegang
Charles Chapman genoss eine gute Schulausbildung und studierte danach an der Litchfield Law School Jura. Nach seiner im Jahr 1820 erfolgten Zulassung als Rechtsanwalt begann er 1827 in New Haven in seinem neuen Beruf zu praktizieren. Im Jahr 1832 zog er nach Hartford, wo er die Zeitung „New England Review“ herausgab.
Politisch war Chapman damals Mitglied der Whig Party. In den Jahren 1840, 1847 und 1848 wurde er in das Repräsentantenhaus von Connecticut gewählt. Zwischen 1841 und 1848 war er als Nachfolger von William S. Holabird Bundesstaatsanwalt für Connecticut. Im Jahr 1848 kandidierte er erfolglos für den Kongress. Bei den Kongresswahlen des Jahres 1850 wurde Chapman als Whig-Kandidat im ersten Wahlbezirk von Connecticut in das US-Repräsentantenhaus in Washington, D.C. gewählt. Dort trat er am 4. März 1851 die Nachfolge des Demokraten Loren P. Waldo an. Bis zum 3. März 1853 konnte er aber nur eine Legislaturperiode im Kongress verbringen.
Im Jahr 1854 bewarb sich Chapman erfolglos als Kandidat der Abstinenzbewegung um das Amt des Gouverneurs von Connecticut. Später wurde Chapman Mitglied der Demokraten. Für diese Partei war er zwischen 1862 und 1864 noch einmal Abgeordneter im Repräsentantenhaus von Connecticut. Danach arbeitete er wieder als Rechtsanwalt. Charles Chapman starb im August 1869 in Hartford und wurde dort auch beigesetzt.